# Barringtonia chaniana
Barringtonia chaniana, antes Abdulmajidia chaniana es una especie arbórea perteneciente a la familia Lecythidaceae. Es endémica de Malasia y habita en las selvas de tierras bajas y colinas de hasta 570 m s. n. m. de altura en Pahang y Johor. Se considera que su estado de conservación es vulnerable, a causa de la pérdida de hábitat.

## Taxonomía
Barringtonia chaniana fue descrita por (Whitmore) Prance y publicado en Blumea 55: 14 2010.
Sinonimia
- Abdulmajidia chaniana Whitmore	[3]